# Projekt 20386
Projekt 20386 je třída víceúčelových korvet vyvinutých pro ruské námořnictvo. Dle odhadů byla plánována stavba nejméně 10 plavidel této třídy.

## Stavba
Třídu vyvinula konstrukční kancelář Almaz a její stavbou byla pověřena loděnice Severnaja Verf v Petrohradu. Kýl prototypové korvety Děrzkij byl založen 28. října 2016. Dokončení plavidla bylo plánováno na rok 2021, ale stavbu poznamenala zdržení.
Dne 7. července 2023 agentura TASS informovala s odvoláním na zdroj z ruského zbrojního průmyslu, že Rusko neplánuje v pokračování stavby dalších plavidel projektu 20386. Prototypová jednotka Děrzkij tak zůstane osamocena a námořnictvo se soustředí na akvizici korvet Projektu 20380/20385.
Jednotky projektu 20386:
| Jméno   | Založení kýlu  | Spuštěna | Vstup do služby | Status                                                                                |
| ------- | -------------- | -------- | --------------- | ------------------------------------------------------------------------------------- |
| Děrzkij | 28. října 2016 |          | 2021 (plán)     | Během stavby přejmenována na Merkurij. V říjnu 2021 vráceno jméno Děrzkij. Ve stavbě. |

## Konstrukce

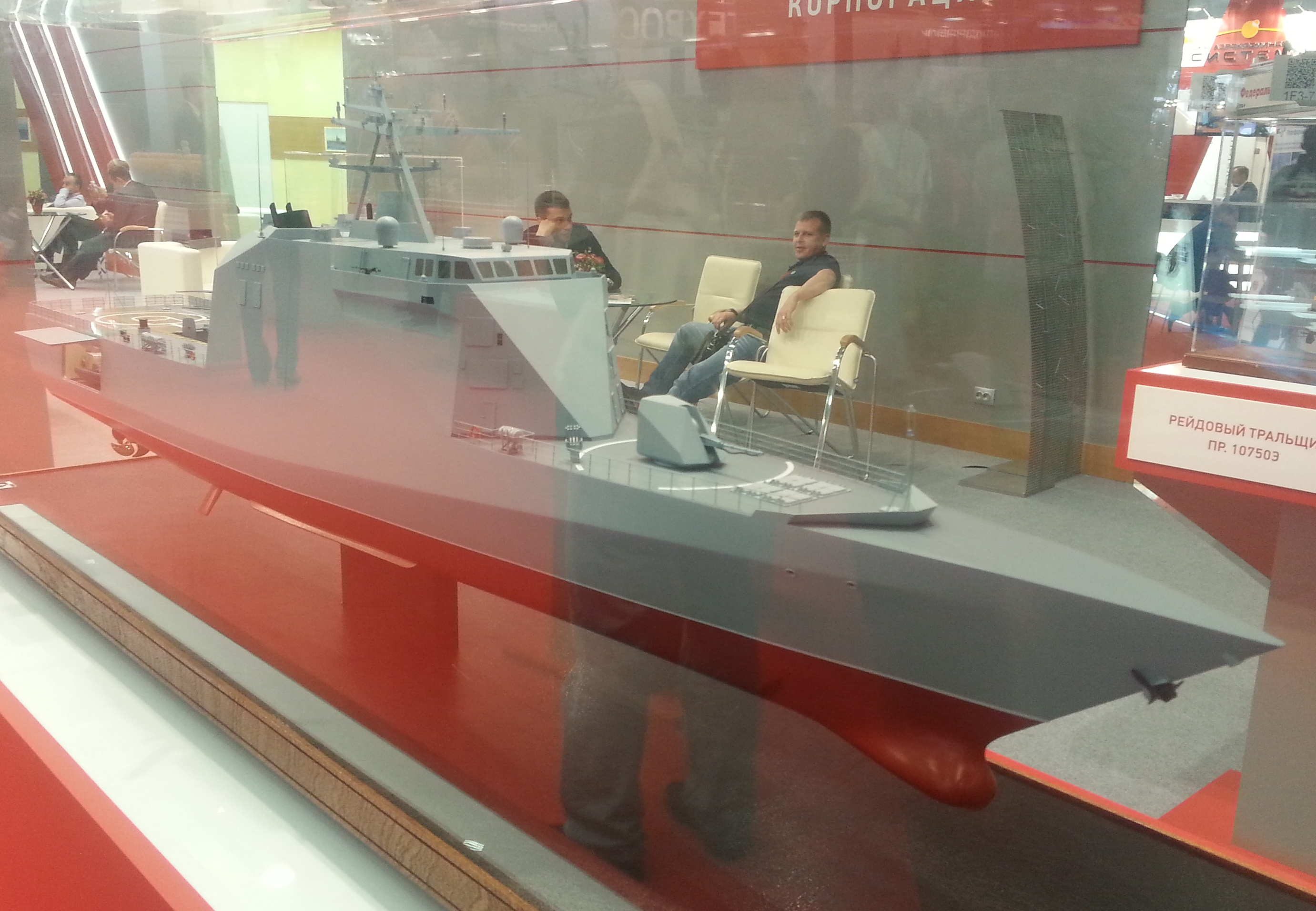
Model korvety projektu 20386

Korveta má modulární konstrukci a stealth tvarování nástaveb. Plánovanou hlavňovou výzbroj tvoří 100mm kanón A-190 a dva 30mm kanóny AK-630M. Na palubě bude 16násobné vertikální odpalovací zařízení systému Redut (pojme 16 protiletadlových řízených střel 9M96, nebo 64 protiletadlových řízených střel 9M100), osm protilodních střel Kalibr a dva čtyřnásobné 330mm torpédomety systému Paket-NK. Na zádi se nachází přistávací plocha pro vrtulník Ka-27. Počítá se také s nasazení bezpilotních prostředků. Pod přistávací plochou se nachází hangár a prostor pro modulové vybavení, které se bude lišit dle typu mise. Pohonný systém tvoří dvě plynové turbíny JSC Saturn M90FR o výkonu 27 500 hp a dva elektromotory o výkonu 2200 hp, pohánějící dva lodní šrouby. Nejvyšší rychlost přesáhne 30 uzlů. Dosah je 5000 námořních mil.